# Дерарту Тулу
Дера́рту Ту́лу (Derartu Tulu; 21 марта 1972 года, Бэкоджи, Арси, Эфиопия) — эфиопская бегунья на длинные дистанции, двукратная олимпийская чемпионка в беге на 10 000 метров (1992 и 2000 гг.) и чемпионка мира 2001 года на той же дистанции. Первая в истории чёрная африканка, выигравшая олимпийское золото.
Победительница Нью-Йоркского марафона 2009 года. Двукратная победительница португальского полумарафона.
Двоюродная сестра Тирунеш Дибабы, Гензебе Дибабы и Эджегайеху Дибабы.